# 버터워스

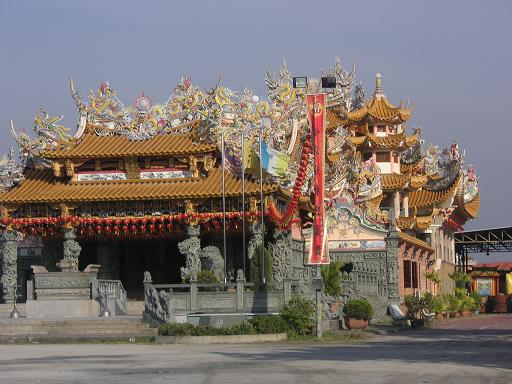
버터워스에 있는 중국식 사원

버터워스(Butterworth)는 말레이시아 피낭주에 위치한 도시로, 인구는 약 108,000명이다. 피낭섬을 연결하는 교통의 관문 역할을 담당한다.